# 莽山谷精草
莽山谷精草（学名：Eriocaulon mangshanense）为谷精草科谷精草属下的一个种。

## 扩展阅读
維基物種上的相關：莽山谷精草